# الحركة الاشتراكية القومية (المملكة المتحدة، 1962)
كانت الحركة الاشتراكية الوطنية مجموعة بريطانية من النازيين الجدد تشكلت في 20 أبريل، عيد ميلاد أدولف هتلر، في عام 1962، من قبل كولين جوردان، وأصبح جون تيندال كنائب له  كمجموعة منشقة عن الحزب الوطني البريطاني الأصلي في الستينات.

## تشكيل - تكوين
في الستينيات من القرن الماضي ، أصبح الحزب، الذي تم تشكيله عن طريق دمج اتحاد كولين جوردان للدفاع الأبيض وحزب العمال الوطني جون بين، محددين في الاشتباكات بين الزعيمين المتنافسين. كان حافز تشكيل NSM في البداية من رسالة إلى الأردن عام 1961 من جورج لينكولن روكويل، زعيم الحزب النازي الأمريكي . صرح روكويل بأنه يتفق مع الحزب الوطني، باستثناء افتقارهم للانفتاح على النازية.